# Kristen Rovsing
Kristen Rovsing (ved dåben Christen) (3. december 1812 i Mariager – 16. januar 1889) var en dansk skolemand og politiker.
Han var søn af organist Niels Christensen Rousing og Zidsel Marie Svendsdatter Smidt. Han blev dimitteret fra Lyngby Seminarium 1831. Tog studentereksamen 1836 efter privat forberedelse og blev teologisk kandidat 1841. Efter at han fra 1844 havde været lærer i klassiske sprog og dansk ved Borgerdydskolen i København og Mariboes Skole, foretog han 1852-1853 en pædagogisk rejse til Tyskland og Schweiz og blev ved sin hjemkomst bestyrer af den førstnævnte skole efter C.V. Rimestad. Tillige var han lærer i dansk ved den militære højskole og officersskolen (1854-1872). Rovsing overtog Borgerdydskolen som en skole nær opløsning. Under hans ledelse (1853-1868) fik han vendt udviklingen, hvilket tydeligst ses ved af stigende elevtal. Undervisningen og disciplinen forbedredes, så skolen fik den anseelse, den siden har bevaret.
Rovsing blev valgt som folketingsmand for Randers Amts 1. valgkreds (Mariager) i 1849 og mødte på rigsdagen indtil 1852, men fik ingen fremtrædende betydning. Han blev titulær professor 1858 og ægtede 11. februar 1845 Marie Nicolina Theodora Schack (11. november 1814 – 25. september 1888), datter af provst Nicolai Clausen Schack og Tagea Dorothea (født Erasmi), og søster til forfatteren af Phantasterne, Hans Egede Schack.
Rovsing indførte svensk og oldnordisk i Borgerdydskolen, før nogen anden skole optog disse fag, og som begyndersprog foretrak han fransk frem for tysk.
Nogle år efter professor Rovsings død i 1889, rejstes en mindesten ved Mariager. Den 17. maj 1925 blev mindestenen afsløret i Nonneholt plantage under overværelse af 4-500 mennesker fra omegnen. Mindestenen er opført af granitsten fra egnen og tegnet af arkitekt E. Madvig fra København. Granitrelieffet af Rovsing er udført af billedhuggeren Anders Bundgaard.

## Værker
- "Den nordiske Oldtids Betydning for Nutiden" i Nord. Lit. Tid. (1846)
- Om dansk Retskrivning (1860)
- Fædrelandet (1862) pædagogiske anskuelser om ordningen af afgangseksamen og om sprogundervisningen i latinskolerne
- Retskrivningsspørgsmaalet i dets Betydning for Litteraturen og Folket (1869) her angreb han bl.a. både Rasks og N.M. Petersens ortografiske forslag
- Det svenske Folkeskolevæsen efter Optegnelser paa en Rejse (1872) efter en pædagogisk rejse til Sverige i 1871 på Kultusministeriets opfordring.
- Fra et Besøg i de amerikanske Skoler (1876) efter en pædagogisk rejse til Nordamerika i 1873-74
- Bidrag til praktisk Pædagogik (1876)
- Konservative Sprogbemærkninger til belejlig Overvejelse for de vaklende (1881)

## Karriere
- Medlem af bestyrelsen i "Samfundet til den danske Litteraturs Fremme" (1849-1853)
- Skolebestyrer af Borgerdydskolen i København (1853-1868)
- Lærer på den militære højskole og officersskolen (1854-1872)
- Medlem af Folketinget for Randers Amts 1. valgekreds (Mariager) (4. december 1849 – 4. august 1852)

## Børn
- Tagea Rovsing[1] (17. marts 1847 – 6. juni 1882), lagt navn til Tagea Brandts Rejselegat
- Elif Harald Rovsing[1], grosserer
- Niels Ivar Asmund Rovsing[1]
- Estrid Alvilda Rovsing[1]